# 2. Bataillon (Osttimor)
Das 2. Bataillon (tetum 2º Batallaun, portugiesisch 2º Batalhão) ist eine osttimoresische Kampfeinheit und eines der beiden Infanteriebataillone des Landes. Zeitweise wurde die Einheit als Nordbataillon (Batalhão Norte) bezeichnet.

## Geschichte
Das 2. Bataillon entstand nach der Unabhängigkeit Osttimors hauptsächlich aus neuen Rekruten und ist im Sentru Instrusaun Komandante Nicolau Lobato CICNL (Kommandant Nicolau Lobato Trainingszentrum) nahe Metinaro stationiert.  Während der Unruhen in Osttimor 2006 rebellierte ein Großteil der Soldaten des 2. Bataillons.
Das 2. Bataillon ist für Sicherheitspatrouillen in kritischen Gebieten, friedenserhaltende Maßnahmen und Aktionen in Risikogebieten zuständig. Auch bei Naturkatastrophen wird es für die Unterstützung der betroffenen Bevölkerung und die Verteilung von humanitärer Hilfe eingesetzt. Außerdem werden hier neue Rekruten ausgebildet und man nimmt an internationalen Friedens- und Sicherheitsoperationen teil.